# Eleni Teocharus
Eleni Teocharus, gr. Ελένη Θεοχάρους (ur. 24 czerwca 1953 w Amiandos) – cypryjska polityk i lekarz, posłanka do Parlamentu Europejskiego VII i VIII kadencji.

## Życiorys
W 1977 ukończyła studia medyczne na Uniwersytecie Arystotelesa w Salonikach. Kształciła się następnie w zakresie chirurgii dziecięcej w Manchesterze i Paryżu. W 1989 uzyskała doktorat z nauk medycznych na Trackim Uniwersytecie Demokryta. W 1978 podjęła praktykę w zawodzie lekarza. Od 1992 do 2001 była ordynatorem oddziału chirurgii i urologii dziecięcej w szpitalu dziecięcym w Nikozji, następnie została ordynatorem podobnej jednostki w szpitalu w Limassolu. Na początku lat 90. została także wykładowczynią akademicką, na Trackim Uniwersytecie Demokryta doszła do stanowiska profesora.
W 1982 pomagała ofiarom cywilnym w Bejrucie, zaangażowała się wówczas w działalność organizacji Lekarze bez Granic. W 1994 zainicjowała i do 2001 kierowała cypryjską delegacją Lekarzy Świata. Opublikowała szereg artykułów naukowych, a także kilka tomików poezji, tłumaczonej m.in. na język angielski, rosyjski i turecki.
W 2001 i 2006 uzyskiwała mandat posłanki do Izby Reprezentantów z listy centroprawicowej Zgromadzenia Demokratycznego (DISY). Z ramienia tego samego ugrupowania w wyborach w 2009 została wybrana deputowaną do Parlamentu Europejskiego VII kadencji. Przystąpiła do grupy Europejskiej Partii Ludowej, a także do Komisji Rozwoju. W 2014 z powodzeniem ubiegała się o reelekcję. W 2016 założyła własne ugrupowanie pod nazwą Ruch Solidarnościowy. W 2016 wybrana ponownie do krajowego parlamentu, zrezygnowała jednak z objęcia mandatu.